# Alien Youth
| Recensione | Giudizio |
| ---------- | -------- |
| AllMusic   |          |

Alien Youth è un album studio del gruppo musicale statunitense Skillet, pubblicato nel 2001.

## Tracce
Tutte le canzoni sono state scritte da John L. Cooper, eccetto dove indicato
1. Alien Youth – 4:11
2. Vapor – 3:38
3. Earth Invasion – 4:47
4. You Are My Hope – 4:15 (John L. Cooper, Korey Cooper)
5. Eating Me Away – 3:37
6. Kill Me, Heal Me – 3:35
7. The Thirst Is Taking Over – 6:31
8. One Real Thing – 3:36
9. Stronger – 4:06
10. Rippin' Me Off – 4:46
11. Will You Be There (Falling Down) – 5:09 (John L. Cooper, Korey Cooper)
12. Come My Way – 5:01

Tracce bonus nell'edizione limitata
1. Heaven in My Veins – 3:58
2. Always the Same – 4:06
3. Alien Youth Explanation – 0:56

## Formazione
- Wendy Brookes – violoncello
- Lori Peters – batteria
- Ben Kasica – chitarra (tracce: 3)
- Kevin Haaland – chitarra (tracce: 1, 2, 4 to 12)
- Korey Cooper – tastiere
- John L. Cooper – basso, voce, campionatore
- Korey Cooper – voce, campionatore
- Nikki Frey – primo violino
- Teresa Pingitore – secondo violino

## Classifiche
| Classifica                 | Posizione migliore |
| -------------------------- | ------------------ |
| The Billboard 200          | 141                |
| Heatseekers                | 4                  |
| Top Contemporary Christian | 4                  |
| Top Internet Albums        | 19                 |